# Trouée d'Arenberg
La trouée d'Arenberg o tranchée de Wallers-Arenberg, coneguda oficialment com a drève des Boules d'Hérin en francès, i a vegades traduïda com a bosc d'Arenberg, és un sector de pavé de la cursa ciclista París-Roubaix situat al municipi de Wallers, a la regió dels Alts de França, nord de França. Té una longitud aproximada de 2.300 m i actualment presenta una dificultat classificada com a cinc estrelles, és a dir, la més alta. El sector està format per una llarga recta que travessa el bosc de Raismes-Saint-Amand-Wallers i és el de major dificultat situat més lluny de l'arribada (a gairebé 100 km).

## Descripció
La trouée d'Arenberg és el sector més difícil de la cursa. La seva aproximació es fa a través d'una línia recta de 600 m a través de la zona minera de Wallers-Arenberg. Hi ha un estrenyiment a l'entrada del sector abans d'una primera part en fals pla descendent. Per aquests dos motius, el gran grup arriba generalment llançat a prop de 60 km/h a l'inici d'aquest sector. L'altra particularitat d'aquest sector rau en la morfologia de les llambordes, separades i no alineades, que impedeix l'existència d'una trajectòria ideal en el conjunt del sector. Les condicions també són sovint més humides que a la resta de la cursa, a causa de l'entorn forestal.
La ubicació d'aquest sector a la cursa, a menys de cent quilòmetres del velòdrom de Roubaix, la converteix en el punt estratègic de la prova. Tot i que la trouée d'Arenberg és menys determinant per a la victòria que altres sectors, com el Carrefour de l'Arbre, sovint és aquí on es crea la primera selecció entre els favorits.

## Característiques
- Longitud : 2.300 m
- Dificultat :
- Sector n° 19 (abans de l'arribada)

## Història
L'any 1967 la direcció de la París-Roubaix estava preocupada per la progressiva desaparició dels sectors empedrats que feien única la cursa. Per aquest motiu, el director de la cursa Jacques Goddet va demanar a Albert Bouvet que busqués nous sectors. En aquest sentit, Jean Stablinski i Édouard Delberghe van proposar a Bouvet d'afegir la trouée d'Arenberg al recorregut de la cursa, que es faria l'any següent. Stablinski coneixia aquest tram de pavé d'haver treballat a les galeries de les mines d'Arenberg durant la seva joventut, fet que li va fer dir que era «l'únic corredor que hi havia passat per sobre i per sota».
A causa de la seva dificultat i de la seva ubicació a la cursa, la trouée d'Arenberg es converteix ràpidament en un sector clau d'aquesta i molt popular entre els espectadors que s'agrupen per milers al llarg dels seus 2.300 metres de longitud. A la dècada dels anys 1990, el comportament dels espectadors, els quals s'apartaven a l'últim moment al pas dels ciclistes, com en molts colls del Tour de França, esdevé problemàtic. A cada costat de la carretera s'hi instal·la una protecció, que no soluciona el problema perquè molts corredors, sobretot els que van per darrere del cap de cursa, no dubten a passar pel camí darrere dels espectadors per evitar les llambordes.
Durant l'edició de 1998 es va produir una gran caiguda al capdavant del gran grup mentre es creuava aquest sector. El guanyador de l'edició de 1996 i principal favorit, Johan Museeuw, es va haver de retirar amb una fractura a la ròtula. Arran d'aquest fet va sorgir una polèmica sobre la continuïtat d'aquest sector a la cursa. Des d'aquest moment, la no inclusió de la trouée d'Arenberg a la cursa ha estat qüestió de debat de forma gairebé anual. L'any 2001 va ser el corredor francès Philippe Gaumont qui va caure greument a causa de la pluja que va convertir les llambordes en una superfície molt relliscosa.
L'any 2005 es va haver d'excloure de la cursa aquest sector degut a diversos esfondraments subterranis que van malmetre el paviment. Un cop restaurat, aquest sector es va reintroduir l'any 2006 en la seva configuració actual. Així, es col·loquen tanques a la dreta del traçat per contenir el públic, mentre que el camí de l'esquerra es llaura uns dies abans de la cursa per fer-lo impracticable. L'any 2012 es va treballar per netejar l'herba que hi havia proliferat.
El 7 d'abril de 2008 es va inaugurar una monument a l'entrada del sector en homenatge a Jean Stablinski, el seu “descobridor”. Aquest està fet amb pedra de Soignies i creada per l'escultor Michel Karpovitch.

## Galeria

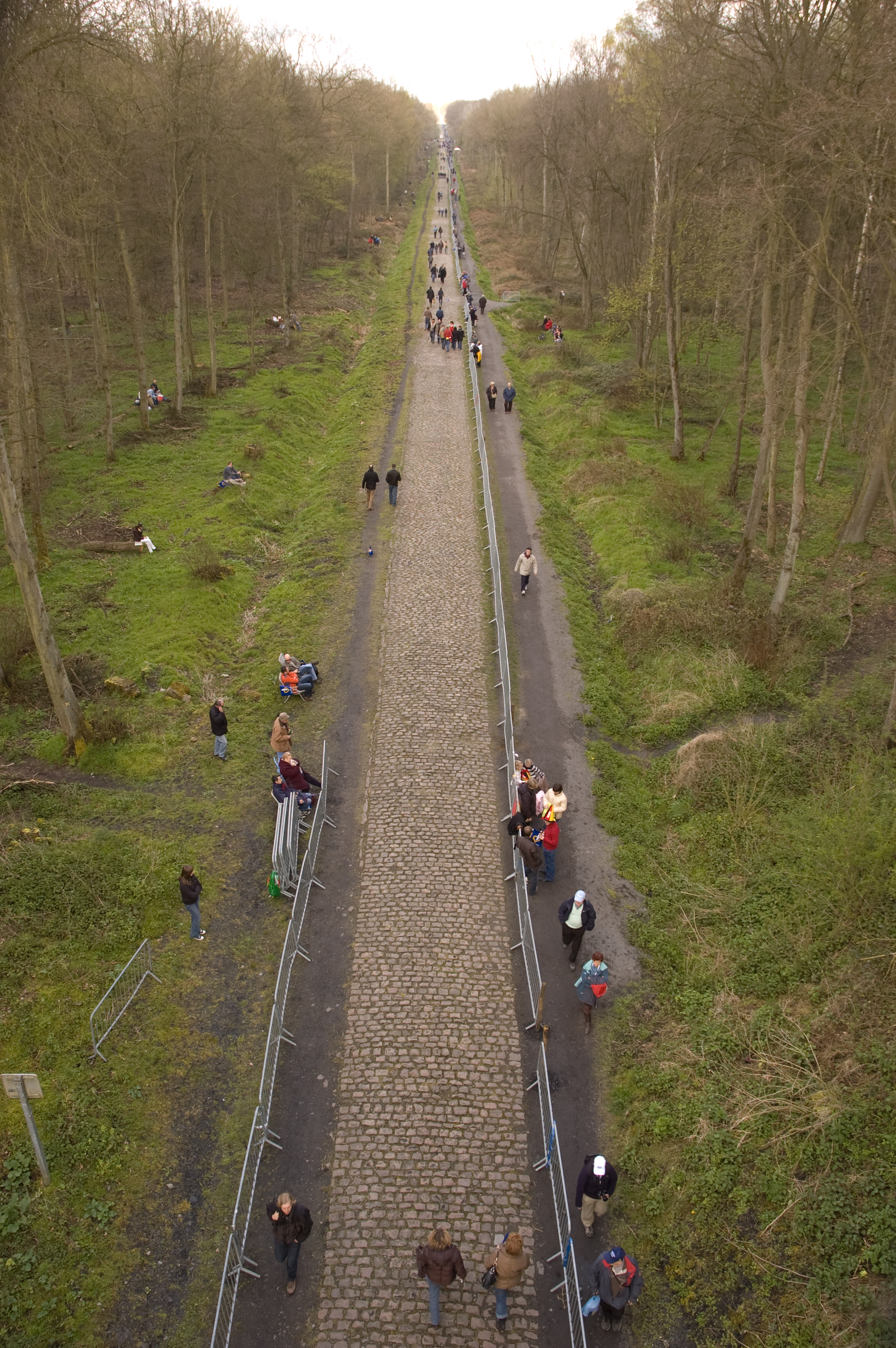
Vista del sector abans de la cursa
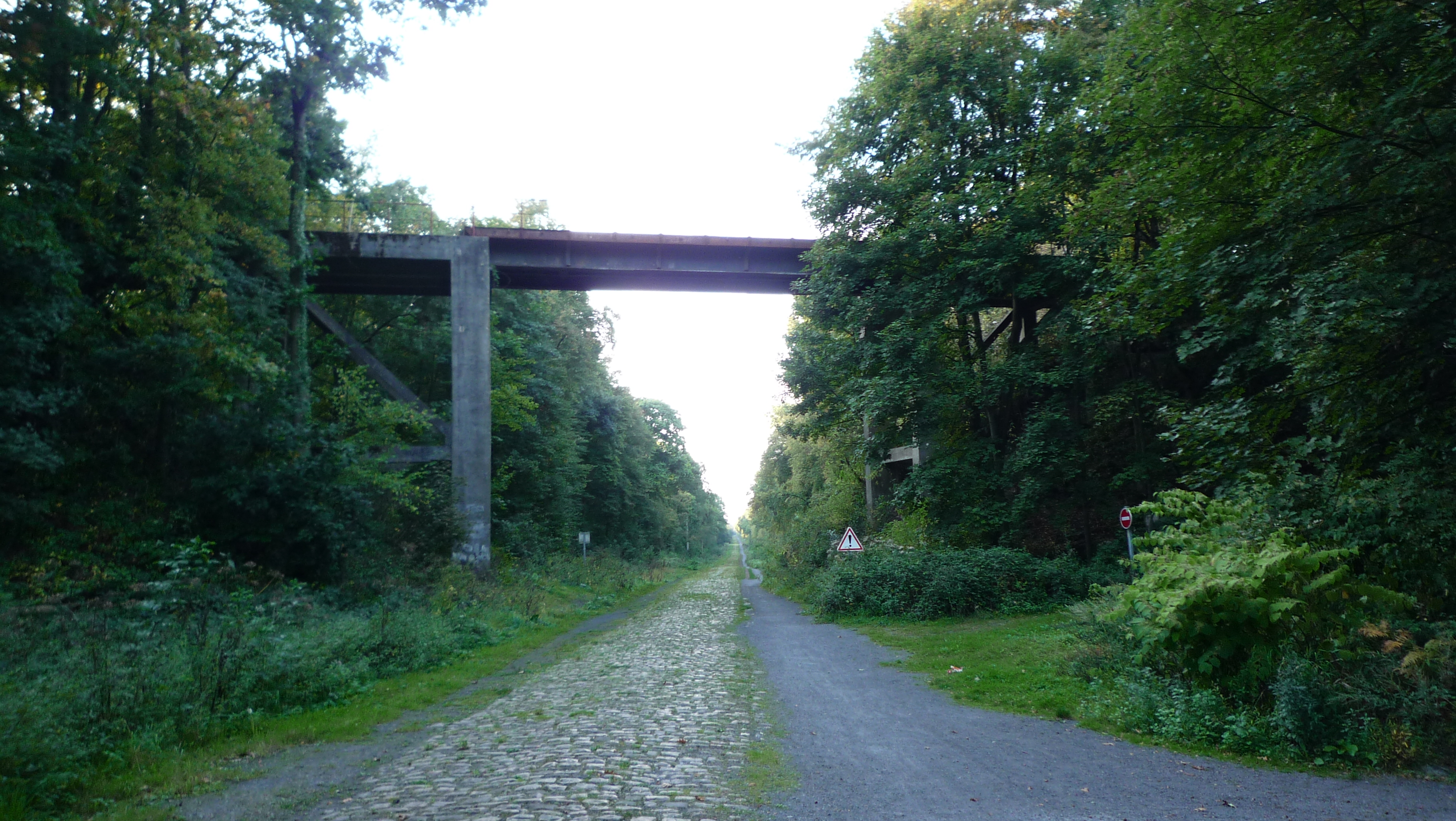
Pont miner sobre el traçat al principi del sector
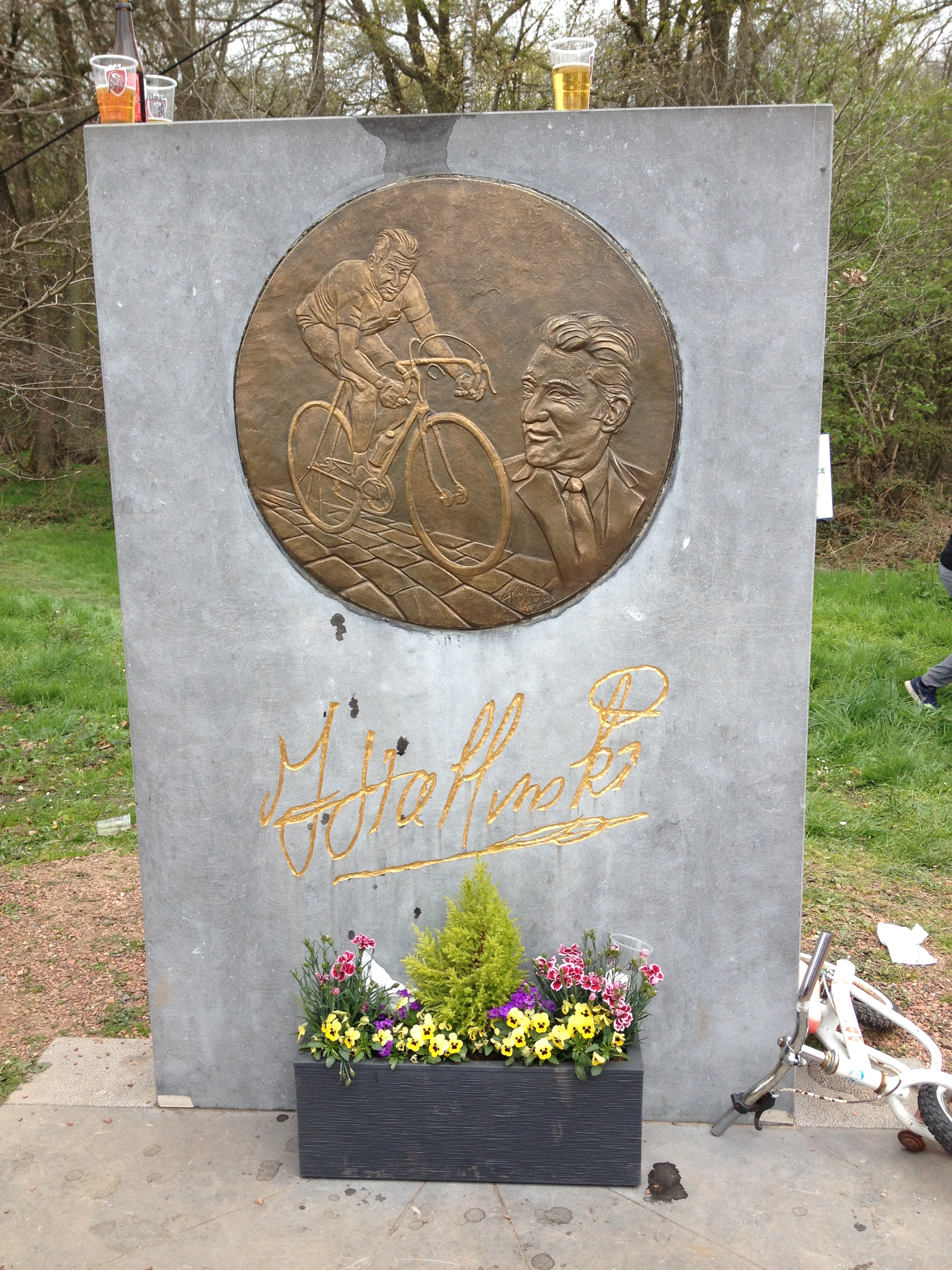
Monument dedicat a Jean Stablinski al principi del sector
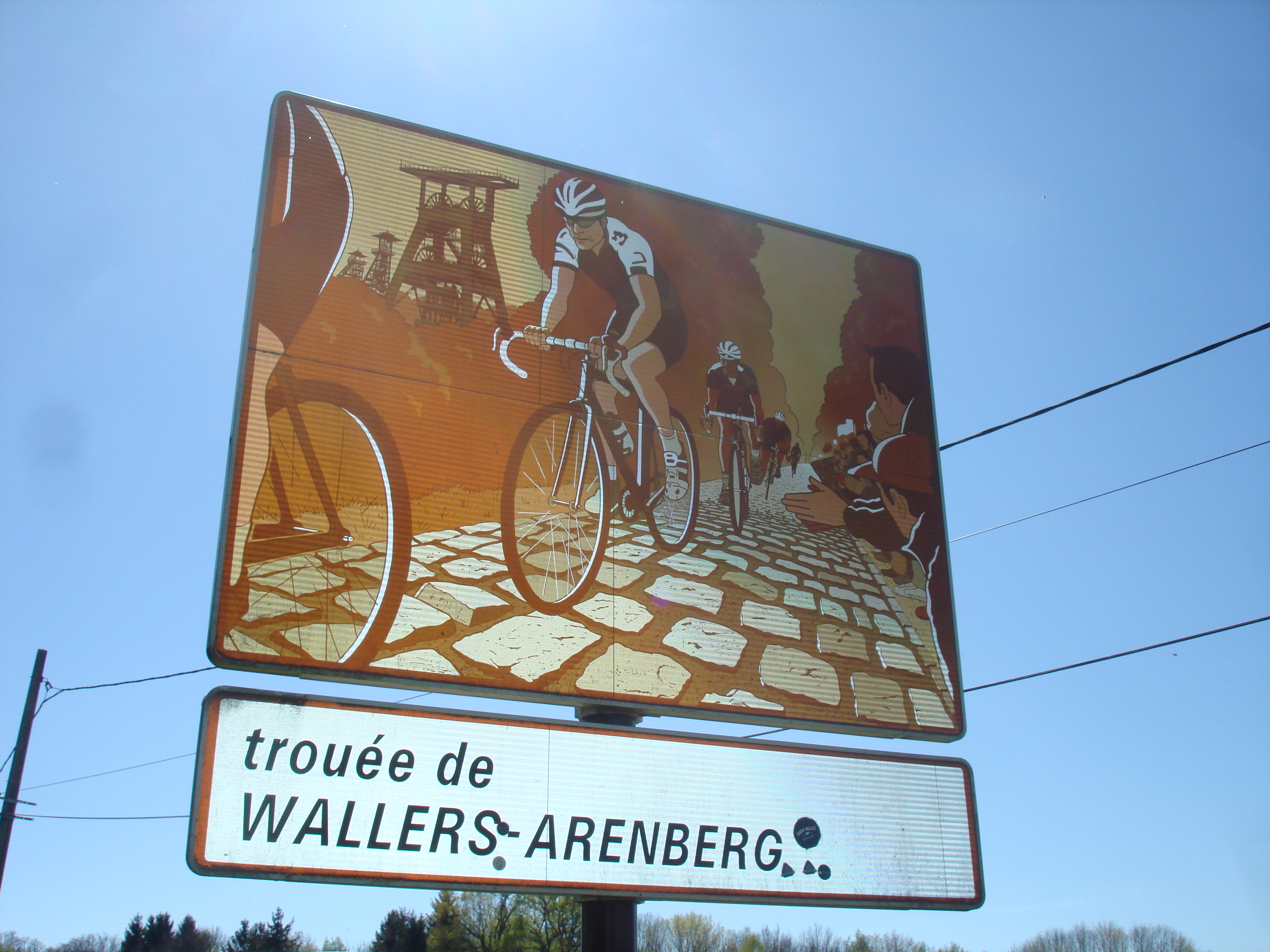
Cartell indicador turístic de la trouée d'Arenberg
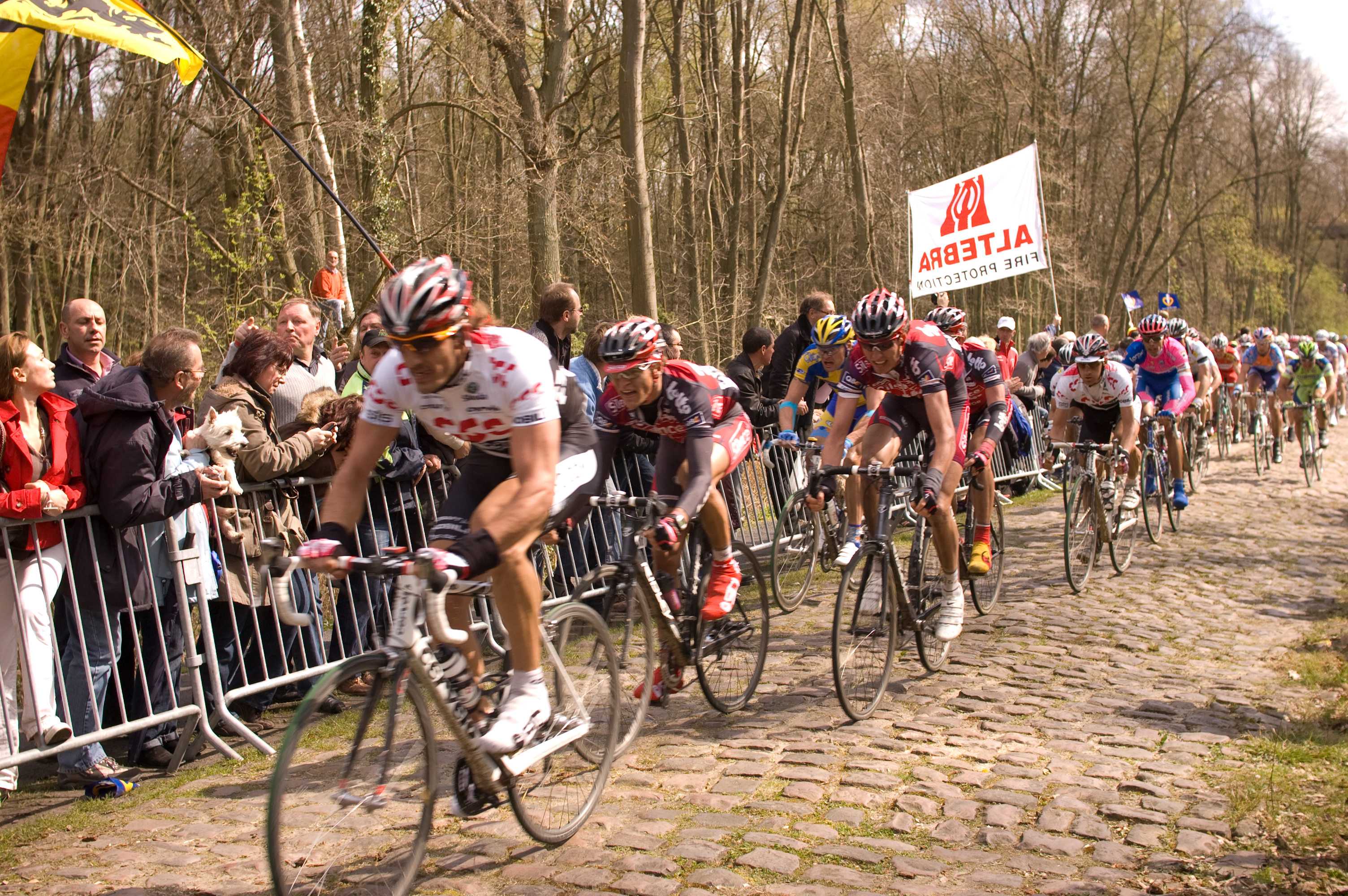
Pas durant l'edició de 2008